# Юнацька збірна НДР з футболу (U-16)
Юнацька збірна НДР з футболу (U-16) — національна футбольна збірна НДР, що складалася із гравців віком до 16 років. Керівництво командою здійснював Футбольний союз НДР.
Збірна боролося за право участі у юнацьких чемпіонатах Європи (U-16), за свою історію кваліфікувавшись до участі у шести фінальних турнірах цих змагань та ставши віце-чемпіоном Європи серед 16-річних у 1989 році.
Того ж 1989 року єдиний раз була учасником юнацького чемпіонату світу відповідної вікової категорії, де завершила боротьбу на стадії чвертьфіналів.

## Виступи на міжнародних турнірах

### Чемпіонат світу (U-17)
| Статистика чемпіонатів світу (U-17) | Статистика чемпіонатів світу (U-17) | Статистика чемпіонатів світу (U-17) | Статистика чемпіонатів світу (U-17) | Статистика чемпіонатів світу (U-17) | Статистика чемпіонатів світу (U-17) | Статистика чемпіонатів світу (U-17) | Статистика чемпіонатів світу (U-17) | Статистика чемпіонатів світу (U-17) |                    |
| Рік                                 | Раунд                               | І                                   | В                                   | Н                                   | П                                   | Г+                                  | Г-                                  | РГ                                  |                    |
| ----------------------------------- | ----------------------------------- | ----------------------------------- | ----------------------------------- | ----------------------------------- | ----------------------------------- | ----------------------------------- | ----------------------------------- | ----------------------------------- | ------------------ |
| 1985                                | не кваліфікувалася                  | не кваліфікувалася                  | не кваліфікувалася                  | не кваліфікувалася                  | не кваліфікувалася                  | не кваліфікувалася                  | не кваліфікувалася                  | не кваліфікувалася                  | не кваліфікувалася |
| 1987                                | не кваліфікувалася                  | не кваліфікувалася                  | не кваліфікувалася                  | не кваліфікувалася                  | не кваліфікувалася                  | не кваліфікувалася                  | не кваліфікувалася                  | не кваліфікувалася                  | не кваліфікувалася |
| 1989                                | чвертьфінали                        | 4                                   | 2                                   | 0                                   | 2                                   | 7                                   | 5                                   | +2                                  |                    |
| Усього                              | чвертьфінали                        | 4                                   | 2                                   | 0                                   | 2                                   | 7                                   | 5                                   | +2                                  |                    |

### Юнацький чемпіонат Європи (U-16)
| Статистика чемпіонатів Європи (U-16) | Статистика чемпіонатів Європи (U-16) | Статистика чемпіонатів Європи (U-16) | Статистика чемпіонатів Європи (U-16) | Статистика чемпіонатів Європи (U-16) | Статистика чемпіонатів Європи (U-16) | Статистика чемпіонатів Європи (U-16) | Статистика чемпіонатів Європи (U-16) | Статистика чемпіонатів Європи (U-16) |   | Статистика відбору | Статистика відбору | Статистика відбору | Статистика відбору | Статистика відбору | Статистика відбору | Статистика відбору |
| Рік                                  | Раунд                                | І                                    | В                                    | Н                                    | П                                    | Г+                                   | Г-                                   | РГ                                   | І | В                  | Н                  | П                  | Г+                 | Г-                 | РГ                 |                    |
| 1982                                 | не кваліфікувалася                   | не кваліфікувалася                   | не кваліфікувалася                   | не кваліфікувалася                   | не кваліфікувалася                   | не кваліфікувалася                   | не кваліфікувалася                   | не кваліфікувалася                   | 8 | 3                  | 3                  | 2                  | 9                  | 8                  | +1                 |                    |
| 1984                                 | не кваліфікувалася                   | не кваліфікувалася                   | не кваліфікувалася                   | не кваліфікувалася                   | не кваліфікувалася                   | не кваліфікувалася                   | не кваліфікувалася                   | не кваліфікувалася                   | 6 | 1                  | 2                  | 3                  | 7                  | 10                 | −3                 |                    |
| 1985                                 | четверте місце                       | 5                                    | 1                                    | 2                                    | 2                                    | 5                                    | 7                                    | −2                                   | 2 | 2                  | 0                  | 0                  | 4                  | 2                  | +2                 |                    |
| 1986                                 | четверте місце                       | 5                                    | 2                                    | 3                                    | 0                                    | 8                                    | 5                                    | +3                                   | 4 | 4                  | 0                  | 0                  | 6                  | 1                  | +5                 |                    |
| 1987                                 | груповий етап                        | 3                                    | 0                                    | 1                                    | 2                                    | 2                                    | 6                                    | −4                                   | 2 | 1                  | 1                  | 0                  | 3                  | 2                  | +1                 |                    |
| 1988                                 | третє місце                          | 5                                    | 1                                    | 3                                    | 1                                    | 3                                    | 6                                    | −3                                   | 2 | 1                  | 0                  | 1                  | 3                  | 1                  | +2                 |                    |
| 1989                                 | віце-чемпіон                         | 5                                    | 2                                    | 2                                    | 1                                    | 8                                    | 7                                    | +1                                   | 2 | 1                  | 1                  | 0                  | 3                  | 1                  | +2                 |                    |
| 1990                                 | груповий етап                        | 3                                    | 0                                    | 1                                    | 2                                    | 2                                    | 5                                    | −3                                   | 0 | 0                  | 0                  | 0                  | 0                  | 0                  | 0                  |                    |